# قائمة شخصيات تو لاف-رو
هذه قائمة الشخصيات في أنمي ومانجا تو لاف-رو. معلومات الشخصية أخذت من المانجا أكثر من الأنمي. إضافة إلى ذلك، فإن العديد من الشخصيات تأخذ دوراً في مانجا مايوي نيكو أوفر-رَن.

## عائلة يوكي

### ريتو
ريتو يوكي (باليابانية: 結城 梨斗، بالروماجي: Yūki Rito)، الأداء الصوتي: أكنو واتانابي.

ريتو هو الشخصية الرئيسية في تو لاف-رو، طالب في المرحلة الثانوية، يبلغ من العمر 14 سنة (حالياًّ 15). اعتاد ريتو على أن يكون في فريق كرة القدم في المرحلة الإعدادية وكان جيداً، لكنه ترك الفريق من أجل مساعدة والده الذي يعمل كمانغاكا، بذلك لكي لا يترك أخته ميكان وحدها في المنزل. تقول ميكان بأنه جيد في معظم الأشياء «عديمة الفائدة»، مثل لعبة إمساك الهدايا وألعاب المهرجان (مثل لعبة الأطواق، صيد السمك، المسدسات المائية). إلى جانب الأشياء عديمة الفائدة التي يجيدها، فإن ريتو بارع في الاعتناء بالزهور، والبساتين.
طبيعة ريتو أنه إلى حد ما أخرق، حيث دائما ما ينتهي به الأمر بغمز الفتيات أو تلمسهن في السلسلة (على الرغم من أن معظم ذلك يحدث بدون قصد). ما هي الا عن طريق الصدفة أنه واجه لالا ساتالين ديفيلوك، وعلى الرغم من مشاعره القوية تجاه هارونا سايرنجي، إلا أن هناك بعض العلامات على تطور مشاعره نحو لالا خلال القصة لكنه غير متأكد مما يشعر به تجاه لالا إذا كان الحب أم لا. ظهر ذلك مرة أخرى عندما لم يستطع مساعدة لالا مع أنه قلق عليها حتى مع بالرغم من أنه كان هارونا وهي عارية. كشف أخيراً أنه يحب لالا، لكنه أيضاً يحب هارونا. في نهاية المسلسل، اعترف ريتو بأنه يحب لالا، لكنه قال لها بأنه يحب هارونا أيضاً، مع ذلك فقد كانت لالا سعيدة. ريتو مشوش الذهن حيث أن تعدد الزوجات غير قانوني في اليابان حيث ردت عليه لالا بأن زواجه بها يجعله قوانين الأرض غير مطبقة عليه وتجبره على أن يخبر هارونا (رابطة بدلة بظهره). وقبل أن يقول لها بذلك، غادرت لالا المكان. تم التلميح في نهاية القصة بأن مشاكله مع الحب سوف تستمر في المستقبل.

#### ريكو
ريكو يوساكي (باليابانية: 夕崎 梨子، بالروماجي: Yūsaki Riko)، ريتو الفتاة. وهي فتاة جميلة (مع مظهر جسدي يشبه الصبيان)، التي تلقى اهتماماً كبيراً من الناس، مثل موتيمتسو، المدير المنحرف وحتى ساروياما، أفضل أصدقائه. في وقت لاحق، وقع ساروياما في غرامها وطلب من لإلا أن تدعوها إلى موعد؛ بدافع الشفقة، فقد حولت ريتو إلى ريكو لكي يقدر ساروياما أن يذهب معها. بعد ذلك، ظهرت ريكو لوقت قصير في أوقات نادرة. كان الأداء الصوتي أيضاً بواسطة أكنو واتانابي.

### ميكان
ميكان يوكي (باليابانية: 結城 美柑، بالروماجي: Yūki Mikan)، الأداء الصوتي: كانا هانازاوا.

أخت ريتو المستقلة والفعالة، تقوم ميكان بالأعمال المنزلية حين غياب والديهما من أجل العمل وتعتني بسيلين. على نقيض شقيقها، فهي فتاة ناضجة ولاتتردد في مضايقته، إلى حد أنها تقول أنهما غير متصلين بصلة الدم، لكنها سرعان ماتتراجع عما قالته، قائلةً بأنها كانت كذبة. ويبدو أن لديها نقص معنوياً تجاه احترامها له (فهي تخاطبه بصعوبة ب«أوني-تشان» كونه أخاها الأكبر). لكنها تخاطبه بذلك كتعبير عن امتنانها له لأنه يعتني بها عندما أصابتها الحمى. وعندما أعطاها هدية عيد الميلاد. ربما لم تظهر ميكان ذلك، لكنها تحرص بعمق على أخيها وتنسى أصدقاءها، لدرجة أنه يمكن للمرء أن يظن أن لها شقيق معقد، توضح ذلك أكثر في حلقة الأوفا الثانية حين تساءلت إذا كان سيتزوجها لو لم يكونا مقربين بصلة الدم، وفي المانجا يحمر وجهها في كل مرة يذكر شخص آخر شقيقها، في حلقة الأوفا الخامسة أيضاً عندما أصيبت باللقاح حاولت التحرش حينما قالت له بمودة، «أوني-تشان». كون أخاها معقداً قد يكون سبب مناداتها له نادراً بـ«أوني-تشان»، دلالة على تمنيها أن لو كانت علاقتها معه غير كونهما أخاً وأختاً. وتذكر أيضا كيف أنها وريتو اعتادا على اللعب معا قبل أن تدخل لالا حياتهما. كشف في وقت لاحق أن ميكان تخاف من الرعد والبرق، على الرغم من أن ريتو يحاول دائماً تهدئتها.
كبرت ميكان متعلقة بالظلمة الذهبية «يامي-تشان»، ربما يكون السبب أن يامي تبدو بنفس عمرها تقريباً. ميكان فتاة مدركة جداً، ويبدو أنها قادرة على قراءة مشاعر الناس، وحتى ردود فعلهم، الأمر الأكثر وضوحاً هو قلق ريتو الواضح حول المشاعر الخفية لهارونا ويوي تجاهه. حتى أنها تدعوه أحياناً بأنه «مستهتر» (و نانا كذلك) بسبب جذبه الكثير من الفتيات نحوه فجأة. لكنها على أي حال، تحترم علاقة ريتو مع لالا، ذاهبة إلى أن تخبر مومو بألا تقترب من ريتو من أجل لالا. على الرغم من أنه من الواضح تماما انها يمكن أن تفعل هذا بدافع الغيرة بسبب قرب مومو من ريتو.

ظهرت ميكان مع سيلين في مايوي نيكو أوفر-رَن كزبونين في الفصل الأول من المانغا ومع بعض الأصدقاء في الفصل الثالث.

### سايباي
سايباي يوكي (باليابانية: 結城 才培، بالروماجي: Yūki Saibai)، الأداء الصوتي: كيجي فجيوارا.

والد ريتو ومانغاكا وهو مختلف تماماً مقارنة بريتو سواء من حيث المظهر والشخصية. وهو يرسم بسرعة مذهلة ويمكن أن تكون جادة تماما قبل أن يتم الوفاء بالمواعيد النهائية. لكنه يظهر بأن لديه بعض الجوانب الغبية، مثل صنع نكتة عن نوم ريتو ولالا معاً كل ليلة ولكم ريتو عندما يكون في حالة سكر واعتقاده خطأ أن ابنه لص. بمساعدة لالا، استطاع والد ريتو أن يذهب إلى حفلة عيد الميلاد، قائلا بأن زاستين والعاملين قد كبروا منذ البدء. في الأنمي، كتب رسالة (ليست هي بمشجعة) لريتو في نهاية الموسم الأول.

### رينغو
رينغو يوكي (باليابانية: 結城 林檎، بالروماجي: Yūki Ringo)، الأداء الصوتي: ساياكا أوهارا.

والدة ريتو هي مصممة أزياء ومستكشفة عارضات الأزياء. تعمل حول العالم، عادت مرة إلى المنزل لتطمئن على عائلتها. على الرغم من الظهور في البداية بأنها رشيقة وأنيقة، إلا أن شخصيتها غريبة مثل سايباي على حد السواء. حيث أنها تميل إلى قياس المرأة بيديها، متى ما وقعت عينها على فتاة جميلة. يبدو أن رينغو تعمل بجدية تامة، وتدخل على الفور «وضع العمل»، عندما قابلت لالا وهارونا للمرة الأولى. مثل ابنتها، رينغو حادة الإدراك، وقادرة أيضاً على قراءة مشاعر هارونا تجاه ريتو. بمساعدة لالا، فقد عادت إلى حفلة عيد الميلاد، وظنت خطأ أن سيلين هي ابنة ولدها.

## كوكب ديفيلوك

### لالا
لالا ساتالين ديفيلوك (باليابانية: ララ・サタリン・デビルーク، بالروماجي: Rara Satarin Debirūku)، الأداء الصوتي: هاروكا توماتسو.

الفتاة الرئيسية في تو لاف-رو، لالا هي أميرة ديفيلوك، من العائلة التي تحكم المجرة. على هذا النحو، فإن أخذ يدها للزواج مسعى مطلوب حول المجرة كونها وريث عرش المجرة. حيث أنها فتاة صبيانية، فإنها ساذجة نوعاً ما في فهم عادات وتقاليد كوكب الأرض. هربت لالا في البداية من كوكبها، حيث أنها لاتريد الزواج من أي الخاطبين الذين تقدموا لطلب يدها، وبسبب حادث، انتهى بها المطاف عارية في حمام منزل ريتو. عند وصولها إلى الأرض، تظاهرت لالا بأنها تحب ريتو لإبقاء نفسها بعيدة عن الزواج، لكنها وقعت في غرام ريتو بعد إساءة تفسيرها لصراخه من أجل الدفاع عن نفسه. لالا معروفة في ديفيلوك بعبقريتها الحادة وتستمتع بصنع جميع أنواع الاختراعات، مما يؤدي في بعض الأحيان إلى مشاكل كبيرة أو أشياء أخرى. خلال القصة، حاولت لالا بكثرة أن تجعل ريتو يحبها، على من أن ماتفعله يضع ريتو وأصدقائه في مواقف محرجة. على الرغم من ريتو يلوم لالا على وضعه في مواقف محرجة ومزعجة، فإنها نادرا ما تظهر أي مشاعر سلبية تجاهه، وتقول أنه من المستحيل لها أن تكرهه. حتى بعد معرفتها بأن ريتو يحب هارونا أيضاً، وبدلا من ذلك هتفت وذكرت أنهما يمكن أن يتزوجهما كلتيهما، وأن يكون أكثر سعادة بعد أن قال خطأً «أنا أحبك» لبقية الفتيات المعروفات في القصة، كما يمكن أن يكنَّ كلهن معاً.
لالا فتاة غريبة الأطوار، نشيطة وذكية، لالا ليست فتاة خجولة، لحد أنها لاتحس بالإحراج عندما تكون عارية (الاستثناء الوحيد هو عندما أصابت لالا حمى تبادل الشخصيات من كوكب آخر، الأمر الذي جعلها خجلة جداًّ). مثل كل سكان ديفيلوك، فإن قدرات لالا الجسدية تفوق بكثير القدرات البشرية (في حالة واحدة، استطاعت لالا إبعاد إعصار فقط بواسطة الصراخ) وذيل مميز بشكل مجرفة في نهايته يمكن أن يطلق شعاع مدمر. الغريب في ذلك، أن ذيلها حساس جداًّ، مما جعل أصدقاءها يطلقون عليه «نقطة ضعفها» (ذيول الفتيات من ديفيلوك حساسة أكثر من ذيول الفتيان). لسوء الحظ، لالا سيئة في الطبخ. الطعام الذي تطبخه لالا يكون إما أن يكون غير صالح للأكل أو حاراً جداً. حقيقة كون لالا فضائية كان سرياًّ في البداية، أصبح حقيقة لالا معروفة بين الناس بدون حدوث مشاكل كبيرة حول ذلك. وفقاً لقياسات رينغو، قياسات لالا هي: 89-57-87.
ظهرت لالا في الفصل الثامن من المانغا مايوي نيكو أوفر-رَن كمارّة.

### غيد
غيد لوسيون ديفيلوك (باليابانية: ギド・ルシオン・デビルーク، بالروماجي: Gido Rushion Debirūku)، الأداء الصوتي: هيديتوشي ناكامورا

ملك ديفيلوك وإمبراطور المجرة، غيد هو والد لالا، نانا ومومو. على الرغم من قوته الكبيرة جداً، فإن مظهره الخارجي يشبه الطفل، ويبدو شكله شيطانياً قليلاً، وأسنان تشبه القرش، شعر أسود شائك، وذيله المميز. في حين أن ذيول بناته تنتهي بشكل مجرفة، بينما ينتهي ذيله بشكل رمح ثلاثي الشعب. حدود شخصية غيد هي أنه نشيط ومهمل وانحراف شديد، إلى حد أنه يستخدام بناته كمظهر للاقتراب من الفتيات الجميلات. وبالتالي كشفت لإلا أن السبب الوحيد في رغبته في زواجها هو التنحي عن منصبه كرئيس الملك ويكون حرا في متابعة هواياته المنحرفة. وضحت لالا ظهوره الحالي بسبب استعماله قوة كبيرة خلال «حرب توحيد المجرة». مما أدى إلى تقلص حجمه، عقب غزوه. لكنه حتى في هذا الوضع لايزال قوياً جداً، قائلاً بأن في مقدوره تدمير الأرض إذا حرر طاقته الكاملة. في المانغا، بدا غيد أكثر هدوءاً وأكثر قبولاً لريتو كوريث، حيث يرغب ببساطة التخلي عن العرش حتى يتمكن من متابعة اهتماماته المنحرفة. أما في الأنمي، فهو أشد وطأة من ريتو ويهاجمه أحياناً، قائلاً بأنه غير مناسب للزواج من لالا.

### نانا ومومو
أختا لالا الصغيرتان والتوأمان، ظهرت نانا ومومو حين كانت معظم الشخصيات في عالم ألعاب افتراضي من صنع لالا الذي قامتا بتعديله. وقالتا أنهما فعلا ذلك لتحديد طبيعة أصدقاء أختهم واختبار حب ريتو تجاه لالا. نانا ومومو كلتاهما على الأرض، هاربتين من الدراسة. خلال هذه الفترة، وقد أخذت على عاتقها الاعتناء بهما وتأديبهما عندما تفعلان شيئا مؤذياً؛ ومن المفارقات أن لالا نفسها فعلت ذلك. في الوقت الذي كانوا يعيشون فيه مع زاستين ومساعديه، لكنهما وجدتا ذلك ضيقاً جدا وغير مريح. للالتفاف على هذا، وقضاء المزيد من الوقت مع أختهم الكبرى، فقد أنشأتا بعدا جيبياً في منزل ريتو (ويقال أنه من الممكن أن يكون أكبر من منزل ريتو) ليعيشا فيه.

#### نانا
نانا أستا ديفيلوك (باليابانية: ナナ・アスタ・デビルーク، بالروماجي: Nana Asuta Debirūku)، الأداء الصوتي: كاناي إيتو.

نانا فتاة ذات شعر طويل، سن ظاهر حاد واحد وبخلاف أختيها، مسطحة الصدر، الذي جعل منها نكتة متكررة خلال المانجا؛ وهي غيورة للغاية من صدر مومو. وتستطيع فهم كلام الحيوانات والتحدث إليها. في مرحلة من سلسلة تو لاف-رو، في حلقة الأوفا الخامسة، وقد تطورت مشاعرها قليلاً تجاه ريتو، بعد أن أنقذها من أصدقاء مومو النباتات. واستجمعت شجاعتها للنوم مع ريتو في غرفته أثناء نومه، ولكنها في الحقيقة رأت لالا ومومو نائمتين معه. وهي حتى الآن الشخصية الوحيدة التي تتساءل لماذا هذا العدد الكبير من الفتيات واقع في الحب مع ريتو، ومع ذلك، فمن الواضح أن لديها مشاعر متزايدة بالنسبة له كذلك.
وهي مثل أختيها، لديها جهاز لنقل الأشياء. لكن بدلاً من الآلات، فإن نانا تستدعي الحيوانات.
في تو لاف-رو داركنس، نانا صارت في مدرسة ساينان الثانوية، بعد إلحاح مومو. استطاعت نانا تكوين صداقة مع فتاة اسمها ميا.

#### مومو
مومو فيليا ديفيلوك (باليابانية: モモ・ベリア・デビルーク، بالروماجي: Momo Beria Debirūku)، الأداء الصوتي: أكي تويوساكي.

مومو فتاة ذات شعر قصير وبصورة عامة فإنها ألطف من توأمها، ولكنها ذات موقف سيء كلما قالت نانا أن لها الفضل فيما فعلت؛ وتشارك النباتات في حياتها. ولديها مشاعر حب قوية تجاه ريتو (مشابهة للالا، ولكن مع مزيد من الرغبة الشهوانية)، قائلة كيف أن تعابير وجهه فاتنة، سامحة له بأن يلمس ذيلها، وحتى أنها تصبح أكثر إثارة عندما تشير إليه نانا ب «الوحش». في بعض الأحيان، حتى أنها أحياناً تتسلل إلى سرير ريتو ليلاً. لكن عندما تسأل لماذا فعلت ذلك، تقول ببساطة أنها في بعض الأحيان تكون نصف نائمة وينتهي بها الأمر دون قصد على سرير ريتو. في إحدى المرات، وذكرت أنها كانت غيورة من لالا عندما التصقت يد ريتو بذيل لالا. ذيل مومو قادر على إطلاق البرق..
مثل أختيها، مومو لديها جهاز لنقل الأشياء، لكن بدلاً من الآلات، مومو تستدعي النباتات.
في تو لاف-رو داركنس، أخذت مومو دور الفتاة الرئيسية هي مع الظلمة الذهبية. رغبة في حب ريتو، لكن من دون رغبة في تكوين نزاع بين أختها وهارونا، أدركت مومو أن ريتو إذا صار ملك ديفيلوك، فإن قوانين الأرض لن تنطبق عليه، مما يسمح له بتكوين زوجات كثيرات حيث تستطيع الإفصاح عن مشاعرها بحرية. مومو ونانا صارتا طالبتين في مدرسة ساينان الثانوية، حيث أخذت على عاتقها محاولة لإبراز «ريتو الشهوي»، وهو ما يعني أساسا مساعيه الجنسية حتى أنه سيأخذ على عاتقه إنشاء جناح الحريم مع كل الإناث.
الاسم الثاني من أسماء أفراد العائلة الملكية يشبه أسماء شياطين وعفاريت، الذي يستند إلى اسم العائلة جنبا إلى جنب.
تلك هي، على كل واحد منهم:
غيد لوسيون ديفيلوك - لوسيفر
لالا ساتالين ديفيلوك - شيطان
نانا أستا ديفيلوك - أستاروث
مومو فيليا ديفيلوك - فيليال

### زاستين
زاستين ديفيلوك (باليابانية: ザスティン・デビルーク، بالروماجي: Zasutin Debirūku)، الأداء الصوتي: تاكهيتو كوياسو.

حارس لالا الشخصي وأفضل سياف في ديفيلوك. في البداية، استنكر زاستين ريتو، معتبراً أنه ضعيف ويسعى لاختبار قوته. ولكن، بمجرد أن أعلن ريتو أن رأيه في الزواج كان دفاعاً عن نفسه. تأثر زاستين بكلام ريتو (ولكن ليس في الطريقة التي اعتزمها ريتو) واستحسن رأيه، معتقدا أنه يفهم حقاً مشاعر لالا. يعمل زاستين حالياً كمساعد لسايباي؛ الأموال التي يحصل عليها خلال عمله يعطيه للالا من أجل استثماره. وقد أظهر أن لديه اهتماما كبيرا في أن يصبح مانجاكا، مهنياً. لدى زاستين مساعدان يعملان تحت أمره، المعروفين باسم ماول وسماتس. ذيل زاستين نحيف ويشبه كثيراً ذيل العقرب في مظهره.
على الرغم من مهارته كسياف، لكن لديه إحساساً فظيعاً في الاتجاهات، مما يؤدي به ذلك إلى الضياع (واحدة من المواقف المضحكة في تو لاف-رو). كما يبدو أن لديه حظاً سيئاً، حيث يستمر في المشي بواسطة القطارات والسيارات.

### بيكي
بيكي (باليابانية: ペケ، بالروماجي: Peke)، الأداء الصوتي: ساتومي أراي

آلي ملابس لالا، الذي يقوم بدور وحدة نمطية لتشكيل ملابسها، بيكي استثنائياً مصمم للالا، ولديه القدرة على التحول إلى أي نوع من الملابس لكي تلبسها لالا، لكن هذا يستنزف أيضا مصدر طاقتها. في حين تنفد بطارياتها، فإن الملابس التي تلبسها لالا تذوب ببطء، إلى أن تختفي كلياً. من أجل إعادة شحنها، فإن بيكي ببساطة تحتاج إلى النوم. باستخدام برنامج شكل اللباس، فإن بيكي لديها القدرة على أخذ شكل إنسان، بمظهر فتاة شابة.

### ماول وسماتس
ماول (باليابانية: マウル، بالروماجي: Mauru) وسماتس (باليابانية: スマッツ، بالروماجي: Sumattsu).

مساعدا زاستين.

## عائلة سايرنجي

### هارُنا
هارُنا سايرنجي (باليابانية: 西連寺 春菜، بالروماجي: Sairenji Haruna)، الأداء الصوتي: سايوري ياهاغي.

واحدة من زميلات ريتو في الصف وفتاة أحلامه، وهي لديها مشاعر مشابهة تجاهه، بعد أن انجذبت إلى شخصيته اللطيفة، والرقيقة منذ المرحلة المتوسطة. على الرغم من حبها المتزايد نحو ريتو، الذي تعتقد أنه غير متبادل، وعادة ما يمنعها ذلك من البوح بمشاعرها، ولا تتمكن من الاعتراف بها بسبب صداقته مع لالا، التي تحب ريتو أيضاً. ومع ذلك، مع بعض التشجيع، أخبرت هارُنا لالا عن مشاعرها تجاه ريتو، الأمر الذي قبلته لالا، معلنة أن هارُنا منافستها من ٍأجل ريتو، مع بقائهما صديقتين. تعيش هارُنا مع أختها الكبرى في شقة، ولديها خوف شديد من الأشباح والخوارق، باستثناء أوشيزو موراسامي، إلى حد ما. عندما تخاف، هارُنا لديها عادة أن تتشبث بأقرب شيء حولها -عادة ريتو- وتتصرف بعنف، في محاولة للتخلص من كل ما يخيفها. هناك أيضا موقف مضحك متكرر حيث ريتو يكون على وشك أن يعترف بمشاعره لها، فقط من أجل شيء ما (أو شخص) ليفسد ذلك بينهما.
هارُنا فتاة مسؤولة للغاية، ولديها نفوذ بين قلوب الفتيات في صفها، حيث صوتوا لها لتكون ممثلة الصف، حتى عندما قالت إنها لا تعمل لتكون مرشحة.هارُنا منتسبة مع نادي التنس. وفقاً لما تقوله ميو، فإن قياسات هارونا هي: 78-55-80.
في تو لاف-رو داركنس، يبدو ريتو لم يعترف بمشاعره بشكل كامل لهارُنا، على الرغم من ضغط لالا عليه ليفعل ذلك، والحقيقة أنه يمكن أن يكون لديه العديد من الزوجات إذا صار ملك ديفيلوك. هذا يرجع إلى حقيقة أنه لا يزال لديه وجهة نظر الزواج الأحادي.

### أكيهو
أكيهو سايرنجي (باليابانية: 西連寺 秋穂، بالروماجي: Sairenji Akiho)، الأداء الصوتي: ميكاكو تاكاهاشي.

أخت هارونا الكبرى، وتشارك شقتها مع هارونا. محبوبة للغاية مع الفتيان (تلقت اعترافات بالحب من رجلين في وقت واحد)، لكنها ترفضهم باستمرار، حيث تقول أختها بأنها لاتفكر في الحب في هذا الوقت. ولكنها ذهبت في موعد مع يو كوتيغاوا.

## عائلة كوتيغاوا

### يوي
يوي كوتيغاوا (باليابانية: 古手川 唯، بالروماجي: Kotegawa Yui)، الأداء الصوتي: كاوري نازكا.
فتاة متوترة، وحادة المزاج وضعت في ريتو في السنة الثانية، يوي لاتتسامح مع لأي شيء لاتظن أنه «سلوك مقبول»، ومن الأمور الظريفة أنه على الرغم من ذلك يبدو أن سرا لديها رغبة بأن يقوم ريتو بتلك الأمور لها (حيث في حلقة الأوفا الخامسة قالت «يمكن أن تفعل أشياء بذيئة معي فقط»). آراؤها المتعجرفة، سرعة غضبها، وعادة التحدث بما في ذهنها غالبا ما يؤدي إلى تأنيب زميلاتها بصوت مسموع. يوي كبر بالضيق والاشمئزاز من قبل اللاتمركزية والأعمال الغريبة، لاسيما في الأمور التي تتعلق بريتو ولالا. لسوء الحظ، تقريبا كل لقاء مع ريتو بتلك الأمور عادة ما ينتهي معها محرجة منه، عارية، أو ممسكاً بثديها، وعلى الرغم من طبيعتها من تخفيف ما يمنع من تصرفاتها، إلا أنها تحمي ببطء من أجل تصرفاته المعتادة. بعد أن أنقذها ريتو من مجموعة من الأشقياء، تطورت مشاعرها تجاه ريتو، على الرغم من افتقارها إلى الخبرة مع الأولاد يترك ها غير قادرة على فهم مشاعرها وأحاسيسها وتنفي باستمرار لنفسها. وعندما يسأل ريتو بتلك الأمور عادة ما المشكلة، تقول عكس ما كانت تريد أن تقول له ومن ثم تؤذيه في بعض المواقف (تسونديري). دعابة معروفة في القصة حيث أن الشخصية الجديدة لاتستطيع تذكر اسم عائلة يوي، الأرجح أن يرجع إلى حقيقة أنها عموما غير راغبة في أن تشارك في خطط لالا المعتادة. وهي أيضاً تحب القطط -لديها كتب عن القطط، دمى قطط، غرفتها مزينة بأشكال القطط، تصنع الشوكولاتة على شكل وجه قط-، أشياء يظن ريتو أنها لطيفة فيها. وفقاً لميو، فإن قياسات يوي هي: 88-59-87.

### يو
يو كوتيغاوا (باليابانية: 古手川 遊، بالروماجي: Kotegawa Yū)، الأداء الصوتي: أتسشي أبيه.
شقيق يوي ذو التسعة عشر عاماً، يو فتى مولع بالنساء، الشيء الذي تكرهه يوي. بعد أن عثر على ريتو ويوي مطاردين من قبل قطاع طرق، فقد دافع عن الاثنين من الاشرار، قائلاً بأنه يأمل من يوي أن تكبر لتصبح أكثر نضجاً. في هذه اللحظة، يو يتواعد مع أكيهو، أخت هارونا الكبرى لكنه لايعلم بأنها لم تأخذ علاقتهما على محمل الجد كما هو يظن. وهو أيضاً واحد من الشخصيات القليلة الذين يعرفون بأن ريتو هو ريكو نفسها.

## فضائيون آخرون

### رين/رُن
رين/رُن إلسي جيويلريا (باليابانية: レン／ルン・エルシ・ジュエリア، بالروماجي: Ren/Run Erushi Jueria)، الأداء الصوتي: فويوكا أورا.
صديق لالا في الطفولة، ومن المعروف أنه سيئ السمعة لارتداءه الفتيات الملابس خلال ذهابه مع لالا أثناء تواعدهما عندما كان طفلا. وقد وصل على الأرض ليفوز بمحبة لالا عن طريق اثبات انه «رجل بما فيه الكفاية» بالنسبة لها، لكنه صار غيوراً من علاقتها مع ريتو. بسبب سعيه لتحقيق مايحلم، فقد قبل ريتو قبلته الأولى عن طريق الخطأ. في حين أن رين غاضب، ولكن على نحو غير متوقع له نتج شيء آخر «لرين الفتاة». وحيث أن رين هو من كوكب ميمورزي (メモルゼ)، فإنه يستطيع أن يغير جنسه من حيث العقل والجسم بناء على آثار محفزة محددة. حيث أن يصير فتاة عندما يعطس. أما كفتاة، رُن (ルン)، فإن رُن واقعة في غرام ريتو، بسبب القبلة، وتلقي باللوم على لالا بسبب سوء حظها، في حين أن رين لا يزال في المنافسة، ولو من جانب واحد، مع ريتو من أجل الظفر بمحبة لالا في الزواج. حالياً، رُن هي مغنية مشهورة، أصدرت ألبومات أغاني كثيرة. وصارت صديقة كيوكو بعد أن مثلت دور الخصم في مسلسلها، وفي العادة تكونان مع بعضهما، حتى أنهما أصدرتا ألبومات أغاني معاً.
في الأنمي، في حين أن رين ظهر مرات قليلة، ظهرت رُن كالشخصية المهيمنة من الاثنين، حيث هي أكثر جدية عن مشاعرها تجاه ريتو لدرجة مطاردتها له، حتى أنها تأخذ سوء تفاهم بسيط منه إلى نفسها اعتقاداً أن كل الرجال غير جادين بشأن مشاعرها. في المانغا، ظهر رين في البداية كالشخصية الرئيسية. ومع ذلك، في وقت لاحق رُن صارت الشخصية الغالبة (كما في الأنمي) مع ظهور رين عادة من أجل تأثير كوميدي، أو حين رين لكنه يتحول إلى رُن في وقت قصير. في تو لاف-رو ترابلز، تبين أنهما قادران على التواصل مع بعضها البعض.
في الفصل التاسع من تو لاف-رو داركنس، انفصل رين ورُن إلى شخصين منفصلين بصورة دائمة، بعد دخولهما «سن البلوغ»
ظهرت رُن في مايوي نيكو أوفر-رَن على ملصق إعلاني.

### يامي/الظلمة الذهبية
الظلمة الذهبية (باليابانية: 金色の闇، بالروماجي: Konjiki no Yami)، الأداء الصوتي: ميساتو فُكوين.
قاتلة هادئة ومنطوية، طُلبت من قبل أحد خاطبي لالا، لوكابسو من أجل قتل ريتو، حتى نقضت العقد، مشيرة إلى الطبيعة الحقيقية لهدفها. وقد جاءت على متن سفينة تدعى لوناتيك وهي سريعة جداً (وصلت إلى كوكب الأرض بمسافة 30 مليون سنة ضوئية في ساعتين). وهي حالياً على كوكب الأرض، تتجول في شوارع المدينة ومدرسة ساينان الثانوية، مع الدافع لمواصلة واجبها لقتل ريتو، على الرغم من أنها لم تنجز ذلك (ملمحة إلى أنها اكتفت بالقول بأن ذلك من أجل البقاء على الأرض، وهو ما أكدته بعد ذلك). كما يشار إليها عادة «يامي-تشان»، وتقضي وقتها في قراءة الكتب والمجلات، وهي تأكل التاياكي (هذا هو الشيء الوحيد الذي تأكله على الأرض لأنه هو أول طعام قدمه إليها ريتو، قبل قضاء ليلة في منزل يوكي لتناول عشاء سوكياكي). اعتماداً على حسابات كوكبها (كُروسو)، فإن عمرها 24 سنة، على الرغم من مظهر ابنة 11 عاما (ولو كانت فتاة ناضجة)، على الرغم من أن هذا فقط مذكور في الأنمي ولديها نقطة ضعف تجاه كل شيء لزج..
مثل لالا، فإن قدراتها الجسدية بشكل كبير أقوى من القدرات البشرية. وهي تملك قدرة فريدة لتحويل أجزاء من جسدها إلى أشياء مختلفة من خلال استخدام آلات نانو منتشرة في جسدها، بدءاً بالسيوف وانتهاء برؤوس التنين. للأسف، فإن الاستخدام المفرط يشكل خطراً على صحتها. وتقول تكره الناس المنحرفين، ولا تتردد في الاعتداء على الشخص الذي ينظر إليها بطريقة فاضحة. أصبحت الظلمة الذهبية مقربة من ميكان ويبدو أن تطورت بشعور الحماية نحوها، وتوضح ذلك عندما تبادلت الأجسام مع ميكان وحاول المدير أن يتلمسها، الذي قالت عنه مهددة بعدم لمس ميكان وضربته ضرباً وحشياً. على الرغم من انها تقول دائما انها سوف تقتل ريتو يوماً ما، فمن المشكوك فيه انها لن تفعل ذلك أبداً. في الحقيقة، كما في الفصل 159، يبدو أنها طورت مشاعر نحو ريتو. فبدلاً من ضربه وقول «أنا أكره الناس المنحرفين» كما تقول عادة، احمر وجهها عندما رآها ريتو بملابس السباحة وقالت «لاتنظر إلي بهاتين العينين المنحرفتين». بل ذهبت أبعد من ذلك حيث هاجمت ضد شيء غروي لانقاذ ريتو.
في تو لاف-رو داركنس، بعد بعض الإقناع من ميكان أصبحت يامي زميلة مع بقية زميلات ميكان في الصف كذلك أخذت دروس الطهي من ميكان. على الرغم من مظهرها العادي بلا عواطف، يلاحظ بسهولة أنها مهتمة بأمر ريتو، حيث انها وضعت الجهد في صنع وجبة ريتو الخاصة. ومع ذلك، قد تكون حياتها الجديدة بالفعل في خطر عندما ظهرت ميا، واكتشف أنها أختها الصغرى، تشير إلى أن تعود إلى الفضاء وتقتل ريتو.
مؤخرا، تبين أن مخترع الظلمة الذهبية يدعى البروفيسور تيرجو من قبل القاتل كورو أيضا.
شخصيتها مأخوذة من الفتاة إيف من القطة السوداء، حيث ترى الكيفية التي يمكن أن تحول كل منهما أي جزء من أجسادهما إلى سلاح. وكلتاهما أدي الصوت عنهما بواسطة ميساتو فُكوين.
أيضاً في الفصل 61 من مانجا تو لاف-رو والحلقة 4 من موتّو تو لاف-رو (الجزء 1 من الحلقة)، «ملابس يامي-يامي»، الظلمة الذهبية حاولت لبس فستان أسود مماثل لذلك الذي ترتديه إيف في الفصول النهائية من القطة السوداء.

### ريوكو
ريوكو ميكادو (باليابانية: 御門 涼子، بالروماجي: Mikado Ryōko)، الأداء الصوتي: ماساكو جوه.
طبيبة مدرسة ساينان، ريوكو تساعد الكائنات الفضائية الأخرى على الأرض بطرق مختلفة، عادة أولئك الذين يحتاجون إلى الرعاية الطبية، على الرغم من انها تقدم للطلاب مجموعة متنوعة من المشروبات التي تصنعها. ناشطة سابقا في منظمة سوق سوداء غامضة خارج الأرض عقدت العزم على الإطاحة بالإمبراطور غيد، هربت من رؤسائها إلى الأرض أملا في إخفاء هويتها. برهان على أصولها غير البشرية أن لها آذان مثل القزم مخفية بشعرها القصير، على الرغم من انه لم يتم بعد تحديد ما هو نوعها. علاوة على ذلك، يبدو أنها مغرمة بريتو، يظهر مرة واحدة عندما طلبت منه تدليك الزيت عليها ولم تنظر بتفاجؤ عندما قال ريتو بطريق الخطأ «أنا أحبك» لها، نانا، يوي ورُن.

### سيلين
سيلين (باليابانية: セリーヌ، بالروماجي: Serīnu).
هدية لالا لريتو في عيد ميلاده السادس عشر، سيلين زهرة دوار الشمس حساسة، متعددة الأشكال وحساسة مبقاة في الباحة الخلفية لمنزل عائلة يوكي. على الرغم من وحشيتها على ما يبدو، ريتو يهتم بسيلين بعمق، يشير إليها بصفتها فرداً من عائلته. ولكن هذه النبتة تتصرف أقرب إلى الإنسان : تتصبب عرقا عندما يكون المناخ رطباً، وترتدي وشاحا ضخماً خلال يوم بارد وتتناول وعاء من الرامين عندما تجوع (على الرغم من أن سيلين لا تزال بحاجة إلى المواد الغذائية الأساسية من المياه وضوء الشمس). عندما يصيب سيلين مرض قاتل، يكرس ريتو نفسه لإنقاذ حياتها من كاري كاري وإيجاد التوت المحظوظ. مع أصدقائه ذهب في رحلة إلى كوكب من فئة مستوى خطر S، ميسليتو لاسترداد الترياق، ليعود ويعثر على النبتة قد جفت كلياً. في الواقع، كان ذلك من الإنبات ومن واحدة من بذوره ظهرت سيلين، آخذة مظهر فتاة رضيعة، مع زهرة على رأسها. هذا الحدث صدم مومو، التي على دراية جدا مع النباتات في المجرة، مشيرة إلى أن التركيب البيولوجي لسيلين ما زال لغزا كاملة لها.
في إشارة إلى ريتو باسم «ماما»، وتطور الرضع سيلين انجذاب منخفض للكولا (الذي يجعلها في حالة سكر)، ويمكنها رش حبوب اللقاح من زهرة على رأسها الذي يسبب أي شخص يستنشق مؤقتا ليقع في الحب مع ريتو - من الآثار الجانبية التي تنبع من عاطفة سيلين الخاصة له من رعايته لها كل يوم -. نكتة متكررة ك طفلة سيلين سوف تتصدى بشكل هزلي لأي فتاة وتحاول أن تتغذى من ثديها أو القفز على أي شخص من أي مكان، معظم الوقت مما تسبب في الحادث لقصة في الفصل. والاعتقاد خطأ بشكل هزلي من أن تكون ابنة ريتو، سيلين صنعت ظهوراً كنجمة ضيفة في حلقة الأوفا (في هيأة نبتة قرب نهاية الحلقة الرابعة من الأوفا ورضيعة في الجزء الثالث من حلقة الأوفا السادسة) وأصبحت شخصية منتظمة بشكل طفلة رضيعة في سلسلة الأنمي الجديدة.

### كيوكو
كيوكو كيريساكي (باليابانية: 霧崎 恭子، بالروماجي: Kirisaki Kyōko)، الأداء الصوتي: تشيمي تشيبا.
فتاة نصف-أرضية نصف-فضائية، كيوكو هي نجمة مشهورة عندها القدرة على إنشاء النار ورميه كذلك وأصبحت صديقة لرُن عندما أدت رُن خصمها في برنامجها. كيوكو معروفة بدورها كيوكو الساحرة، شخصية الفتاة الخيالية السحرية التي تؤدي دور البطولة في المسلسل التلفزيوني الخاص بها الذي تحب لالا مشاهدته، وغالباً ما تجبر ريتو على مشاهدته. ظهرت كيوكو مرة أخرى عندما طلبت رُن من ريتو أن يأخذها في موعد، لكن كيوكو هي قادرة على ان تقول أنهما ليسا في موعد على الرغم من رغبتها لها بالحظ في الحصول عليه. منذ لقائهما الأول في برنامجها، رُن وكيوكو أدتا العديد من المشاريع معاً، واحد منها هو أداؤهما لبعض الأغاني معاً.
عندما أعطي ريتو وأصدقاؤه دعوات إلى عالم لعبة الأدوار الذي أنشأته لالا، ظهرت صورة مبرمجة لكيوكو في اللعبة. ومع ذلك، تم تعديل برمجة كيوكو في اللعبة من قبل نانا ومومو، وتحويلها إلى «الملك الشيطان»، كلفت للبحث عن ريتو وأن تعرض عليه وسيلة لإرساله مع أصدقائه إلى عالمهم إذا ترك لالا ويعدها أن يكون صديقها. إضافة إلى قلق ريتو، الشيطان الملك كيوكو هددت بتدمير ريتو وأصدقائه إذا لم يعترف بمشاعره تجاه لالا. بطريقة كوميدية، إلا أن كيوكو التي لا تهزم تم تدميرها من قبل إبريق ري ريتو، الذي يستطيع ريتو فقط استخدامه.
كيوكو مبنية على شخصية بنفس الاسم من «القط الأسود». كيوكو ظهرت أيضا في التلفزيون في «القط الأسود».

### أسود
أسود (باليابانية: クロ، بالروماجي: Kuro).
قاتل محترف ظهر في ظروف غامضة في جزيرة عطلة ساكي تنجوين للقضاء على أهداف معينة. يبدو أن لديه ارتباط قوي مع الظلمة الذهبية كما كشف في الفصل 150 حيث أوضح أنه هو سبب لتدمير المنظمة التي جعلت الظلمة الذهبية سلاحاً.
اسمه مقتبس من رمز ترين هارتنت، 'القط الأسود'، من المانجا القط الأسود. مسدسه يشبه مسدس ترين مع اختلاف الرمز فقط، وهو نفسه مقتبس من ترين هارتنت.

### لاكوسبو
لاكوسبو (باليابانية: ラコスポ، بالروماجي: Rakosupo)، الأداء الصوتي: كابيه ياماغتشي.
واحد من خاطبي لالا، (مظهره يذكر بالإمبراطور بيلاف من دراغون بول، ربما احتراماً) كانت الظلمة الذهبية عميلة سابقة عند لاكوسبو، استأجرها من أجل قتل ريتو، من ٍأجل أن يتزوج لالا. للأسف، ارتدت خطته عندما قالت لالا انها «لا يمكن أبدا أن تتزوج شخصاً قاسياً جداً» وفصلت الظلمة الذهبية عقدهما بعد اكتشافها أن هدفها ليس كما وصفه لاكوسبو لها. هُزم لاكوسبو، وغادر، ولكن تعهد بالعودة من أجل الفوز ب لالا مرة أخرى. عاد لاكوسبو خلال مهرجان الألعاب النارية، بعد أن استأجر قاتلاً جديداً، الذي يستخدم الخيوط من جسمه للتلاعب بأطراف أهدافه، من أجل قتل ريتو. هزم القاتل من قبل الظلمة الذهبية وهُزم لاكوسبو بعد أن استدعت نانا عدو ضفدع لاكوسبو الطبيعي، غاما. وعادة ما يُرى لاكوسبو على ظهر ضفدع عملاق، غريب «غاما» قادر على قيء مخاط شبه حمضي الذي بغرابة يذيب الثياب فقط، يستعمله من أجل إرضاء انحرافه.

### عارضو الزواج على لالا

#### غي بري
غي بري (باليابانية: ギ・ブ リー، بالروماجي: GiBurī).
أول خاطب يظهر في السلسلة. وهو من كوكب بالكي، يستطيع خداع عيون الآخرين من خلال مظهره الوحشي الوهمي، ولكنه في الحقيقة ضعيف جداً. ويوضح الأنمي مظهره بالقول أنه ناسخ الشكل، ولكن يقابل ذلك قدرة عالية في التحول بواسطة الجسم الخارجي النحيل؛ وانكمش عندما كان ريتو على وشك أن يلكمه.

#### بريوما
بريوما (باليابانية: プリューマ، بالروماجي: Puryūma).
الثاني في الظهور. وهو لايكاد يملك مظهره في السلسلة، وهزم قبل أن يعرف أحد من الناس وجوده بسبب حجمه الصغير (وهو أصغر من الذبابة).

### فضائيون آخرون

#### كيز
كيز (باليابانية: ケイズ، بالروماجي: Keizu).
عضو في سولغام (ソルガム)، وهي منظمة مافيا كونية ضد ديفيلوك، مشتبه في القتل، وتصنيع أسلحة ممنوعة. اختطف هارونا ويوي من أجل تهديد بالانضمام إلى سولغام.

#### تايغر وبانثر
تايغر (باليابانية: タイガー، بالروماجي: Taigā) وبانثر (باليابانية: パンサー، بالروماجي: Pansā).
صيادا مكافآت اللذين اختارا يامي هدفا وعندما كانت مع جماعة لالا وهي في الحمام. تايغر هو الأكبر سناً المنحرف، بانثر هو الأصغر سناً الرجولي. وهما يستخدمان هوائياً لمراقبة حركة ريتو وإجراء تحركهما.

#### لانجرا
لانجرا (باليابانية: ランジュラ، بالروماجي: Ranjura).
قاتل محترف استأجر من قبل لاكوسبو لقتل ريتو، مستخدماً أسلاكاً غير مرئية كسلاحه المفضل. قاتل يامي وخسر ضدها.

#### كارمان
كارمان (باليابانية: カルマン، بالروماجي: Karuman).
عارض الأزياء في المجرة الذي نصب نفسه كـ«رقم 1». حاول خطف بيكي لجعلها تخدمه.

#### كاميليون
كاميليون (باليابانية: カメレオン، بالروماجي: Kamereon).
الفضائي الذي سرق أعلى الأسرار من المافيا المجرية، كان هارباً وكان أيضاً هدف كُرو. يستطيع التنكر كأي شخص.

#### نيميسس
نيميسس (باليابانية: ネメシス، بالروماجي: Nemeshisu).

شخصية في تو لاف-رو داركنس
رئيس ميا، وهو من كان وراء خطة إرجاع يامي إلى عالم القتلة.

#### أجيندا
أجيندا (باليابانية: アゼンダ، بالروماجي: Azenda).

شخصية في تو لاف-رو داركنس
خصم يامي السابق، وصلت إلى الأرض تحت طلب نيميسس لمحاربة يامي.

## ساينان الثانوية

### ريسا وميو
ريسا موميوكا (باليابانية: 籾岡 里紗، بالروماجي: Momioka Risa) الأداء الصوتي: ريوكا يوزوكي، وميو ساوادا (باليابانية: 沢田 未央، بالروماجي: Sawada Mio) الأداء الصوتي: تشيمي تشيبا.
أفضل صديقات هارونا الخبيثتين والمبتهجتين، ريسا وميو تقضيان الوقت بقدر ما يمكنهما معها ومع لالا. كلما استفسرت لالا عن ثقافات عادات الأرض، الاثنتان تعطيانها المعلومات بقدر ما يمكنهما (على الرغم من أنها غالبا ما تكون مضللة ومنحرفة). ريسا وميو معروفتان بعاداتهما المرحة وتلمس الفتيات الأخريات. حالياً، يظهر أن ميو تستمتع بارتداء ملابس شخصيات خيالية والعمل كخادمة مقهى كذلك فقد تبين أن ريسا قد يكون لديها مشاعر (أو على الأقل شهوة) تجاه ريتو، ولكن لم يتم ذلك تفصيلا إذا كانت جادة أم تمزح.

### كينينشي
كينيتشي سارُياما (باليابانية: 猿山健一، بالروماجي: Saruyama Ken'ichi)، الأداء الصوتي: هيرويوكي يوشينو.
زميل ريتو المنحرف وأفضل أصدقائه، كينيتشي عرفه منذ الاعدادية وهو أكثر انفتاحا وواضح في هوسه مع الفتيات ويعد واحدا من الشخصيات القليلة من الذكور الذين يمكن أن يتحدث ريتو معه عن حالته التي تنطوي على هارونا أو لالا. يدرك كينيتشي مشاعر ريتو تجاه هارونا ودائماً ينصحه أن يكون معها جنباً إلى جنب. حالياً، أفصح كينيتشي أنه مفتون بفتاة تدعى ريكو، ولكنه لم يدرك أنها ريتو نفسه، الذي تحول بالخطأ إلى فتاة بواسطة واحد من اختراعات لالا الغريبة.

### تايزو
تايزو موتيمتسو (باليابانية: 弄光 泰三، بالروماجي: Motemitsu Taizō)، الأداء الصوتي: دايسكي ناميكاوا.
أفضل رامي في فريق البيسبول بمدرسة ساينان الثانوية والمغرور المولع بالفتيات، متى ما تأتي فتاة جديدة إلى المدرسة، موتيمتسو سوف يحاول بأي شيء للحصول عليهن كي يذهبوا في موعد معه. يحظى بإعجاب كبير من قبل زملائه والطلبة الذكور، موتيمتسو للأسف منحرف خزانات، آخذا صور للفتيات وهن يبدلن ثيابهن. كما أنه يحتفظ بسجل شخصي عن كل فتاة في المدرسة معه. طرفة متكررة تنطوي يطلب موتيمتسو من أي فتاة جميلة على الفور أن تخرج معه، مما يجعل أتباعه على أن يعلقوا «كما هو متوقع من موتيمتسو - سينباي، [أي شيء فعله موتيمتسو للتو]!»، فقط يؤدي إلى الرفض على الفور، الذي يقول أتباعه عنه «كما هو متوقع من موتيمتسو - سينباي، مرفوض على الفور!». لم يظهر تايزو في النصف المتأخر من المانجا لأسباب لم توضح بعد، على الأرجح بسبب زيادة التركيز على الشخصيات الرئيسية المتنامية.

### أوشيزو
أوشيزو مُراسامي (باليابانية: 村雨静، بالروماجي: Murasame Oshizu)، الأداء الصوتي: ماميكو نوتو.
شبح فتاة ماتت في بناء المدرسة المهجور قبل 400 سنة، أوشيزو فتاة صادقة، ولطيفة وفضولية حول العالم الحديث، ولكن لديها خوفاً كبيراً من الكلاب، يشبه خوف هارونا من الأشياء الخارقة للطبيعة. عندما تخاف، فإنها تستطيع أن تصدر انفجارات من التوتر النفسي، مما يؤدي إلى تطاير الكائنات المختلفة والمناطق المحيطة بها، لكنها أيضاً قادرة على التلاعب بالآخرين من خلال قوة الإرادة. منذ لقائها مع ريتو والآخرين، بدأت أوشيزو باكتشاف العالم خارج بناء المدرسة. أوشيزو على علم بحب هارونا لريتو من خلال قدرتها على الإحساس بالمشاعر عندما دخلت إلى هارونا، وأصبحت داعمة للغاية نحو هارونا بالهتاف لها على الاعتراف بمشاعرها له.
عادت أوشيزو إلى الحياة، عندما صنعت ريوكو جسماً صناعياً لتسكنه، بني مع الصفات البيولوجية (تنظر وتحس مثل جسم إنسان عادي). ومع ذلك، فإنها أحيانا «تنفصل» خلال لحظات قصيرة من الإثارة. وهي تعمل حاليا كممرضة لريوكو. في الأنمي الأول، لم يتم منحها هيئة جديدة، وينحصر ظهورها في الحلقات، لكنها لاحقاً حصلت على جسدها كما في المانجا، في إصدارات الأوفا والأنمي الجديد.
ظهرت أوشيزو في مانجا مايوي نيكو أوفر-رَن! كزبونة (مع هارونا).

### المدير
المدير (باليابانية: 校长، بالروماجي: Kōchō)، الأداء الصوتي: كينيتشي أوغاتا.
المدير الغير مسمى لثانوية ساينان المعروف في المدرسة بانحرافه. ويدرج أي اسم فتاة في سجل المدرسة وذلك من أجل غمز وتلمس أي فتاة بدون تردد (بالرغم من ذلك، وفقاً لما يقوله، فإنه يجب أن يكنّ فتيات جميلات). وتلمس الفتيات ليس محدوداً على مدرسة ساينان، بل حتى للعامة، على حد سواء. من المواقف الطريفة هو دخول المدير في مواقف يخلع فيها ثيابه ويطارد فتاة مغرم بها، مما يؤدي حتما إلى تعرضه للضرب حتى العجن. في إحدى المرات، عمدت رُن يؤدي إلى تغيير نفسها إلى رين من أجل جعل المدير يتركها؛ قبل رؤية رين، فكر المدير لفترة وجيزة، واستمر في مطاردة رين (قائلاً بأنه مناسب أيضاً).
طوال مدة القصة، نجا المدير من العديد من الهجومات والإصابات الخطيرة. بعضها بالاحتراق، (من قبل كيوكو)، وفي مرة واحدة، كاد أن يؤكل من قبل تمساح في الأمازون.

### ميا
ميا كُروساكي (باليابانية: 黒咲 芽亜(メア)، بالروماجي: Kurosaki Mea).
شخصية في تو لاف-رو داركنس
طالبة السنة الأولى التي ظهرت في الفصل الأول من تو لاف-رو داركنس. وهي زميلة نانا ومومو في الصف عندما انتقلتا إلى ثانوية ساينان. صارت نانا صديقتها بعد أن تحدثت معها عن قدرتها في فهم لغة الحيوانات. في نهاية الفصل الثاني من داركنس، كشفت ميا ليامي أنها أختها الصغرى، رغبت ميا أن تقتل يامي ريتو وتعود إلى حياتها كمغتالة بدلاً من الحياة العادية على الأرض. يناديها زعيمها ميا (メア) (كاتاكانا)، بدلاً من ميا (芽亜) (كانجي). بعد الفصل السابع، يظهر أن ميا بدأت بتطوير مشاعر تجاه ريتو، وبدأت برؤية الناس كأصدقاء.

### آخرون في المدرسة

#### هونيكاوا
هونيكاوا (باليابانية: 骨川، بالروماجي: Honekawa).
الأستاذ في صف ريتو. على ما يبدو، عندما كان في أيام شبابه كان وسيماً جداً حتى أن ريتو لم يتمكن من التعرف عليه. كما أنه ساعد رُن على الاقتراب ريتو ولكن في الواقع لم يؤثر ذلك في شيء. كانت أن لديه أيضا ظهوراً قصيراً كالمارة المشاة في مايوي نيكو أوفر-رَن.

#### ساسوغا
ساسوغا (باليابانية: 佐清، بالروماجي: Sasuga).
مستشار نادي التنس. يحصل على اهتمام الفتيات بسبب مظهره الوسيم. تم نسخه في أحد المرات من قبل غي-بري، واحد من خاطبي لالا. لاحقاً، وقوبل بتحدٍ من قبل غيد في مباراة في كرة المضرب، مما جعله يقف مغمى عليه بسبب قوة غيد الهائلة.

#### نارُيوا
نارُيوا (باليابانية: 鳴岩، بالروماجي: Naruiwa).
ظهر أول مرة في العدد الثاني وتم الكشف عن اسمه في العدد الثالث. وهو في فريق التأديبية.

### طلاب آخرون

#### أغيرو
أغيرو ماتومي (باليابانية: 的目 あぐれ، بالروماجي: Matome Ageru).
ممثل فئة الذكور في صف ريتو في سنته الثانية. وتم رسمه بشكل سيء ويلبس دائماً زوج من النظارات. ظهر أول مرة في العدد السادس.

#### تاتشيبانا
تاتشيبانا (باليابانية: 立花، بالروماجي: Tachibana).
صديق ريتو من مدرسته المتوسطة ويحضر أيضا في مدرسة ساينان الثانوية. وهو معجب بطريقة ريتو «في جذب انتباه الفتيات» ويطلب من ريتو مساعدته بأن يكون «رجل أحلام هارونا»، ويوي أيضاً.

## عائلة تنجوين

### ساكي
ساكي تنجوين (باليابانية: 天条院 沙姫، بالروماجي: Tenjōin Saki)، الأداء الصوتي: أياكو كاواسمي.
الفتاة المتعجرفة في ثانوية ساينان، طالبة في السنة الثالثة التي تحاول باستمرار أن تتفوق على لالا، قائلة بأنه فقط يمكن أن تكون «ملكة» واحدة في المدرسة. حاولت ذات مرة إغواء ريتو لجعل لالا تشعر بالغيرة، ولكن عندما لم ينفع ذلك، ساكي اصطنعت أي عذر للاعتداء على ريتو مادياً. صارت ساكي مفتتنة بزاستين، إلا أنها اندهشت عندما علمت أنه خادم لالا. ومع ذلك، جعلها هذا الأمر مصممة على الظفر بمحبته، بأي ثمن. على الرغم من ذلك، فهي فتاة محببة وفخورة، وقد أظهرت جانب لطيف تجاه المحتاجين، عندما أنقذت أيا من الفتيان، وريكو (نظير ريتو الأنثى) من المدير المنحرف.
في الأنمي الأول، حاولت ساكي إغواء ريتو طوال المسلسل، ولم تنظر إلى زاستين كما تنظر إليه في المانغا.

#### أيا ورِن
رِن كوجو (باليابانية: 九条 凛، بالروماجي: Kujō Rin)، الأداء الصوتي: ماي هاشيموتو. وأياكو «أيا» فُجيساكي (باليابانية: 藤崎 綾، بالروماجي: Fujisaki "Aya" Ayako)، الأداء الصوتي: كاوري ميزهاشي.
صديقتا ساكي المخلصتان والمساعدتان، رِن متمرسة في الكندو وهي حارسة مخلصة لساكي منذ سنوات، كما خدمت أسرتها دائما أسرة تنجوين في هذا الموقف. أيا التي ترتدي نظارات طبية هي فتاة ضعيفة الإرادة وصارت مرتبطة مع ساكي بعد أن حمتها مع رِن من الفتيان الذين كانوا يضربونها عندما كانوا صغاراً. في الأنمي الأول يظهر أن أيا لديها ترخيص للآلات الثقيلة عندما سحبت ريتو من الحشد باستخدام رافعة خلال مسابقة سيدة ساينان التي تحدت فيها ساكي لالا في منافسة لتقرر من هي الفتاة الأجمل في ثانوية ساينان.

### ريوغا
ريوغا تنجوين (باليابانية: 天条院 劉我، بالروماجي: Tenjōin Ryūga).
والد ساكي تنجوين وقائد مجموعة تنجوين. في البداية، بسبب اهتمامه بشأن إرسال ابنته إلى أكاديمية أجنبية مرموقة، ظهر بأنه رجل صارم لا يستمع للآخرين. ولكن لاحقاً، عندما رغبت ابنته بشدة في البقاء مع أصدقائها (على وجه التحديد حيث أن أيا ورن سوف تذهبان معها إلى أي مكان معها من أجل حمايتها). فقد قبل رغبة ابنته، ثم أخبر حارسه كم هو فخور بابنته حين تدير أمورها بنفسها قبل أن بالضحك قائلاً أنها «من عائلة تنجوين على كل حال».

#### كاي
كاي كوجو (باليابانية: 九条 戒، بالروماجي: Kujō Kai).
والد رين كوجو ورئيس خدم عائلة تنجوين.

#### أراشياما
أراشياما (باليابانية: 嵐山، بالروماجي: Arashiyama).
كبير الخدم في قصر عائلة تنجوين.

## شخصيات أخرى

### تاكامي
تاكامي (باليابانية: 高海، بالروماجي: Takami).
مضيفة في بيت السكن والينابيع الحارة. يبدو أنها قد تكون سبباً في ذهاب مدرسة ساينان الثانوية لقضاء العطلة في منزلها السكني (يبدو أن المدير استخدم هذه الرحلة عطلة باعتبارها فرصة لقائها).

### هاروكو
هاروكو نيتّا (باليابانية: 新田 晴子، بالروماجي: Nitta Haruko).
معلمة ميكان في المدرسة الابتدائية. وهي معروفة بكونها معجبة كبيرة بعمل سايباي.

### مَي
مَي نيلس-أكواسي (باليابانية: メイ・ネルス・アクアン، بالروماجي: Mei Nerusu Akuaso).
شخصية خاصة في الألعاب
شخصية من لعبة فيديو الـبلاي ستيشن بورتبل تو لاف-رو: نسخة مدرسة الشاطئ المثيرة. معلومات الشخصية.